# Anna Fiske
Anna Fiske (Ängelholm, 5 de septiembre de 1964) es una ilustradora y escritora sueca-noruega.

## Trayectoria
Nació en 1964 en Ängelholm, en Suecia. Entre sus obras destacan Forvandlingen (1999), Snakke med dyr (2002), Danse på teppet (2004) o Hvordan lager man en baby? (2019). A partir de 2020, la editorial española Impedimenta tradujo a español y a catalán varios de sus libros.
Fiske ha trabajado como ilustradora para obras de otros escritores noruegos, como Lars Mæhle, Terje Hellesen o Geir Gulliksen. Además, entre 2005 y 2009, fue la directora de la revista de cómics Rabbel.

## Reconocimientos
Su libro Hallo Jorda! fue nominado al Premio de la Crítica de Noruega en 2007. Posteriormente, su libro ilustrado Små og store ting du kan lage selv fue galardonado con dos premios en 2010, y recibió el Bokkunstprisen en 2014.

## Obra
- 1999 – Forvandlingen. Editorial Cappelen Damn.
- 2002 – Snakke med dyr. Editorial Cappelen Damn.
- 2004 – Danse på teppet. Editorial Cappelen Damn.
- 2007 – Hallo Jorda! Editorial Cappelen Damn.
- 2010 – Hallo planeten! Editorial Cappelen Damn.
- 2011 – Små og store ting du kan lage selv. Editorial Cappelen Damn.
- 2013 – Hele dagen lang. Editorial Cappelen Damn.
- 2019 – Hvordan lager man en baby? Editorial Cappelen Damn.
- 2022 – Alle har en bakside. Editorial Cappelen Damn.

### En castellano
- 2020 – ¿Cómo se hace un bebé? Traducción de Ana Flecha Marco. Editorial Impedimenta. ISBN 978-84-17553-50-0
- 2020 – Com es fa un bebè? Traducción de Laura Segarra Vidal. Editorial Impedimenta. ISBN 978-84-17553-51-7
- 2022 – Todo el mundo tiene un trasero, Traducción de Ana Flecha Marco. Editorial Impedimenta. ISBN 978-84-18668-42-5
- 2022 – Tothom té un darrere. Traducción de Laura Segarra Vidal. Editorial Impedimenta. ISBN 978-84-18668-52-4